# 立山トンネル電気バス
立山トンネル電気バス（たてやまトンネルでんきバス）は、富山県中新川郡立山町芦峅寺の室堂ターミナル（室堂駅とも）から大観峰駅までの3.7キロメートルを結ぶ、立山黒部貫光のバス路線である。全区間が立山直下の立山トンネル内を通る。立山黒部アルペンルートの一部を構成し、室堂ターミナルで立山高原バスと、大観峰駅で立山ロ一プウェイと連絡している。
1996年から2024年まではトロリーバス「立山黒部貫光無軌条電車線（立山トンネルトロリーバス）」として運行され、立山黒部アルペンルートの長野県側と結んでいた関電トンネルトロリーバスが2018年の運行を最後に電気バスに転換して以降は日本国内唯一のトロリーバス路線であったが、修理用の部品調達が難しくなり、2024年11月30日限りで廃止された。同線は2025年時点で、日本国内で運行された最後のトロリーバスである。

## 概要
1971年の開業当初はディーゼルバスにより運行されていたが、観光客の増加による増便に伴ってトンネル内に排気ガスが滞留するようになり、換気装置を設置しても大した効果が見られなかったため、環境保護のため1996年にトロリーバスへ転換した。
2018年12月に同じく立山黒部アルペンルートを構成する交通機関である関電トンネルトロリーバス（扇沢駅 - 黒部ダム駅）が鉄道事業を廃止し、2019年4月に関電トンネル電気バスとして電気バスへ転換されたことにより、日本で唯一のトロリーバス路線となった。
2023年5月31日、立山黒部貫光は2025年を目途に立山トンネルトロリーバスを電気バスへ転換することを表明した。トロリーバス導入から30年近く経過し、保守部品の調達が年々難しくなっているうえ、トロリーバスには鉄道車両に設置が義務付けられるデッドマン装置の搭載が難しいことも重なり、電気バスへの転換を決断した。11月30日には立山黒部貫光が国土交通省北陸信越運輸局へ立山トンネルの無軌条電車（トロリーバス）事業を2024年12月1日に廃止する旨を届出。運行形態転換により日本におけるトロリーバスは全廃されることになった。予定通り2024年11月30日、15時室堂発の大観峰行き（4両）をもって営業運行を終了した。
立山黒部貫光は、トロリーバスの廃止届提出を2023年12月に公表した際に電気バスへの転換時期を2025年4月と発表し、2025年4月15日に予定通り電気バスが運行を開始した。

## 歴史
ディ一ゼルバスとトロリーバス時代の歴史も含める。
- 1965年（昭和40年）
  - 6月30日：専用自動車道の工事施行の認可を受ける[15][16]。
  - 11月2日：立山トンネル着工[16]。
- 1969年（昭和44年）12月15日：立山トンネル貫通[17]。
- 1971年（昭和46年）
  - 4月24日：立山トンネル（全長3,562 m、幅4 m）開通式。アスファルトとコンクリートで舗装、建設費は56億円[18]。
  - 4月25日：立山トンネルバスが室堂 - 大観峰間でディーゼルバスによって営業開始[19][16]。これを以て立山黒部アルペンルートが全線開通[18]。
    - 当時はいすゞ自動車製の大型バス（車体は富士重工業製）を使用し、1984年頃に更新されて、トロリーバス転換前の1995年まで使用されていた。
- 1993年（平成5年）2月8日：室堂 - 大観峰間の鉄道事業（無軌条電車）免許取得[20]。
- 1996年（平成8年）
  - 4月23日：トロリーバス運行開始[19][5]。ディーゼルバスからの転換とはいえ観光用トロリーバスとしては日本で2路線目で[5]、トロリーバスの新規路線開設は（関電トンネルトロリーバスの1964年）以来、32年ぶり。室堂駅・雷殿駅・大観峰駅が鉄道駅として開業。
  - 8月20日：運輸省が鉄道室堂・大観峰間につき鉄道財団拡張を登録[21]。
- 1998年（平成10年）8月10日：雷殿駅に繋がる登山道が崩壊したため[7]、雷殿駅を休止。
- 2013年（平成25年）：雷殿駅を廃止[7][22]。
- 2022年（令和4年）12月16日：運賃改定実施を発表[23]（2022年のシーズンは終了しているため、2023年のシーズンから適用）。立山トンネルトロリーバスは片道運賃は2200円に据置き、往復運賃は往復割引率を25 %引きから10 %引きに改定し3960円とする。
- 2023年（令和5年）
  - 5月31日：2025年以降に、トロリーバスを電気バスに置き換えることを発表[8]。
  - 11月30日：北陸信越運輪局に鉄道事業（無軌条電車）廃止を届出。
- 2024年（令和6年）
  - 11月30日：トロリーバス最終運行日。
  - 12月1日：鉄道事業（トロリーバス）を廃止[10]。これにより室堂駅・大観峰駅は鉄道駅ではなくなる。
- 2025年（令和7年）4月15日：トロリーバスの後継として電気バスによる運行を開始[14]。

## 車両
電気バス転換時の導入車両は全部で8台で、車種はBYD・K8、全長10.5メートルの低床車両である。車体には1台ごとに異なるラッピングが施され、うち5台は立山周辺の景観、3台は富山県上市町出身の細田守が監督を務めたアニメ映画『おおかみこどもの雨と雪』のイラストが描かれている。
電気バスの運行最高時速は45キロメートルである。

## トロリーバス時代の要目（立山トンネルトロリーバス）

### 路線データ
- 路線距離（営業キロ）：3.7 km[5][7][1]
- 駅数：2駅（起終点駅含む、中間点に信号場あり）[7]
- 複線区間：全線単線[1]
- 電化方式：直流600 V
- 閉塞方式：自動信号式（到着台数をチェックして区間開通を確認）
  - 続行運転が行われ、また鉄道線のように軌道回路を設けることができないので、出発時には一定時間進行信号を現示してその間に出発させ、台数をカウントする。

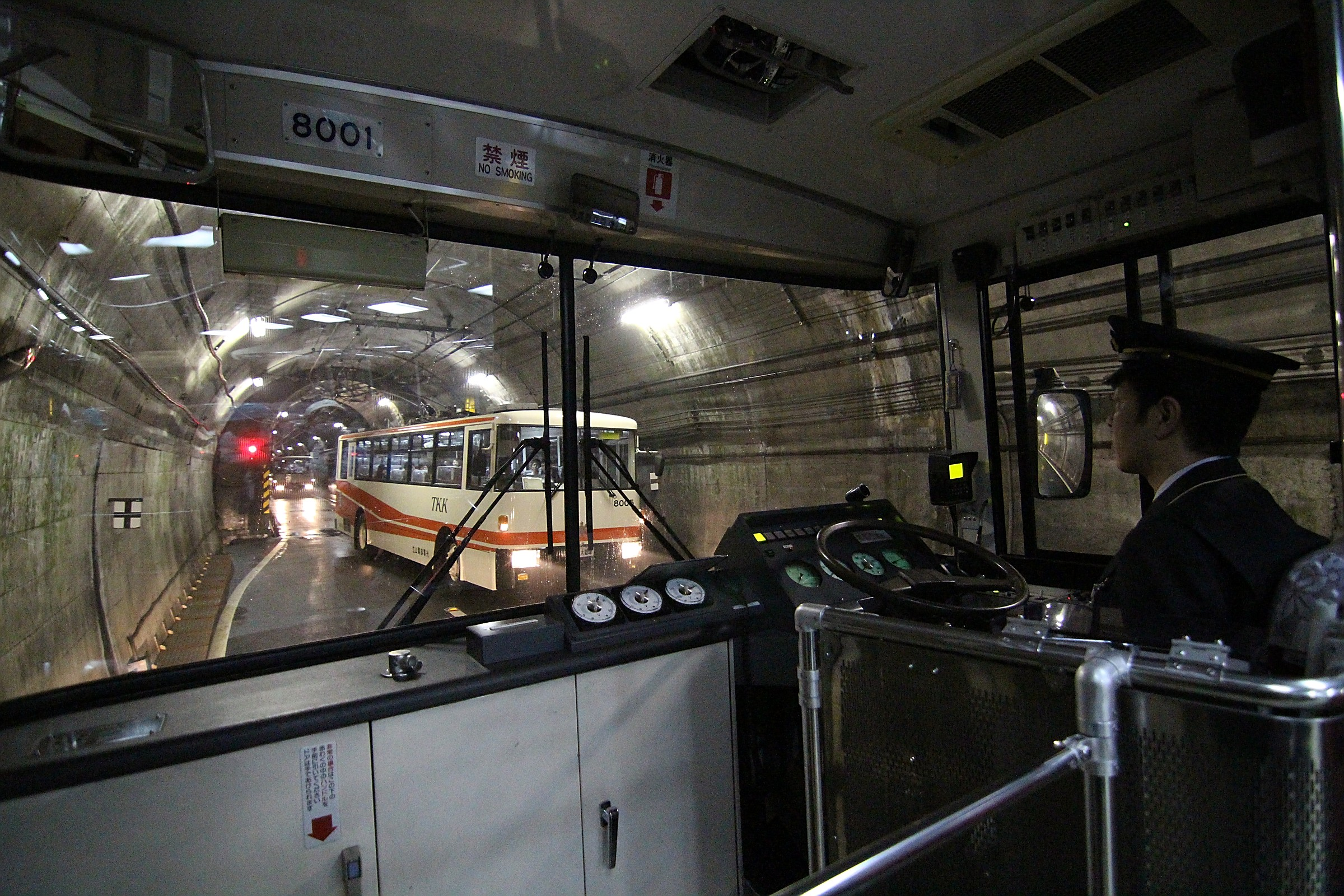
立山トンネル中央にある交換所。鉄道用の信号機がある。

- 最高速度：40 km/h[27]

### 運行形態
室堂 - 大観峰間の所要時間は10分。概ね30分間隔で運行（正午時間帯は60分ない）。冬期は運休する。

### 車両（トロリーバス）
- 8000形（大阪車輌工業製）

### 駅一覧
駅の標高は、室堂駅が2450メートル、大観峰駅が2316メートル。室堂駅は立山黒部アルペンルートの最高地点であり、日本の鉄道駅としては最も高所であった。
- 全駅が富山県中新川郡立山町に所在、有人駅。
- 全線が単線（中間点に交換設備あり）。

| 駅名     | 営業キロ | 接続路線                       |
| -------- | -------- | ------------------------------ |
| 室堂駅   | 0.0      | 立山黒部貫光：立山高原バス     |
| 大観峰駅 | 3.7      | 立山黒部貫光：立山ロープウェイ |

- 路線廃止以前の廃駅：雷殿駅（2013年廃止）